# Ernst Wenck

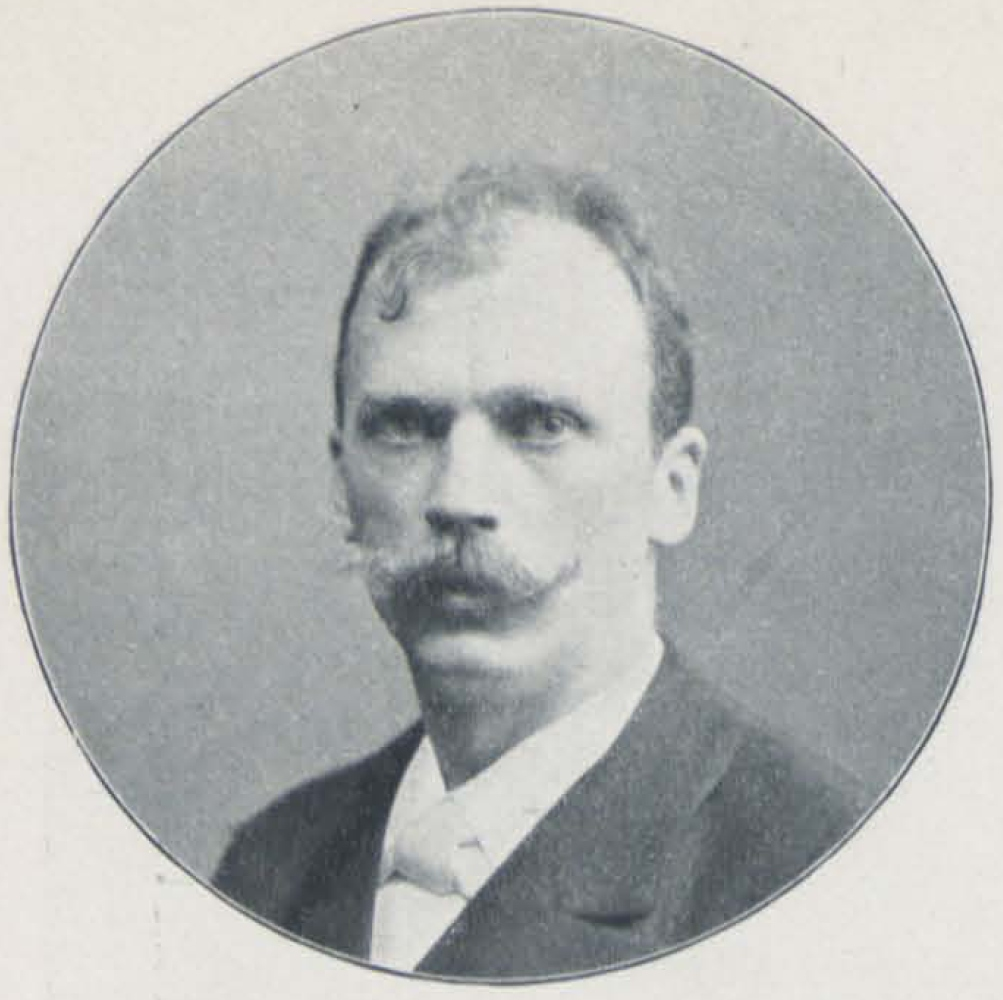
Ernst Wenck, 1899.

Ernst Wenck, född den 18 mars 1865 i Reppen nära Frankfurt an der Oder (nuvarande Rzepin i Polen), död den 23 januari 1929 i Berlin, var en tysk bildhuggare.
Wenck erhöll sin utbildning vid Berlins konstakademi (under Schaper), studerade vidare i Paris och Rom och räknades med tiden som en av de främsta bildhuggarna i Berlin. Efter att ha skapat Förälskad faun (i Berlins Viktoriapark), ett kejsar Vilhelmmonument för Lichterfelde vid Berlin och många andra utförda han Drickande flicka (marmor, 1901, Berlins nationalgalleri), kejsarmonument för Weissenfels, Brunnensäule (Spindlershof, Berlin) och så vidare. Bland verk från hans senare år kan nämnas Ver vivum (grupp med ung man och kvinna, 1925).